# Белое (озеро, Псуевский сельсовет, у деревни Бобруйщина)
Бе́лое (бел. Бе́лае) — озеро в Глубокском районе Витебской области Белоруссии. Относится к бассейну реки Шоша.

## Описание
Озеро Белое располагается в 26 км к востоку от города Глубокое, возле деревни Бобруйщина. Высота над уровнем моря составляет 177 м.
Площадь зеркала составляет 0,58 км². Длина озера — 2,9 км, наибольшая ширина — 1,4 км. Наибольшая глубина — 21 м, средняя — 14 м. Площадь водосбора — 23,3 км².
Котловина плоская. Южный склон заболочен и покрыт лесом, остальные склоны распаханы. Восточный берег возвышенный, остальные низкие, поросшие кустарником. С запада и юго-запада к озеру примыкает заболоченная пойма. Мелководье узкое, песчаное. Дно песчано-галечное, во впадинах илистое.
Впадают три ручья, вытекает ручей в реку Шоша.
В озере обитают окунь, плотва, лещ, щука, линь и другие виды рыб. Производится промысловый лов рыбы. Организовано платное любительское рыболовство.